# Прощавай, шпана замоскворецька…
«Прощавай, шпано замоскворецька…» (рос. Прощай, шпана замоскворецкая…) — радянський художній фільм 1987 року.

## Сюжет
Час — весна 1956 року. Герої — підлітки Замоскворіччя, які пережили Німецько-радянську війну і репресії. У місцях не таких віддалених ще знаходиться батько Роберта. П'ятнадцятирічний юнак Роберт, зустрівши гарну, старшу за нього дівчину Мілу, закохується в неї першою безоглядною любов'ю. Але у нього є суперник, злодій Гаврош, що не збирається відступати. Скориставшись відсутністю в магазині касира, Гаврош краде велику суму грошей. Опинившись свідком цього, Міла доносить на нього в міліцію. Але приятелі Гавроша, вирішивши помститися за товариша, підстерігають дівчину і вбивають її.

## У ролях
- Сергій Макаров —  Роберт Шулепов
- Лариса Бородіна —  Міла, кухарка
- Микола Добринін —  Гаврош (Вітька), злодій і насильник
- Михайло Пузирьов —  Богдан
- Наталія Попова —  Нюра, мати Роберта
- Тамара Сьоміна —  мати Гавроша
- Ніна Усатова —  мати Богдана
- Георгій Бурков —  Єгор, батько Богдана
- Михайло Голубович —  батько Міли
- Сергій Барабанщиков —  капітан Шулепов, батько Роберта
- Олег Голубицький —  Андрій Вікторович, учитель історії
- Денис Гузяков —  Костя
- Інна Алєнікова —  мати Кості
- Валерій Порошин —  Петрович, колишній зек
- Марія Капніст —  баба Роза

## Знімальна група
- Автор сценарію:  Едуард Володарський
- Режисер-постановник:  Олександр Панкратов
- Оператор-постановник: Борис Новосьолов
- Художник-постановник: Василь Щербак
- Композитор: Микола Каретников
- Державний симфонічний оркестр кінематографії
  - Диригент:  Володимир Понькин
- Другий режисер:  Валентин Железняков
- Музичний редактор:  Арсеній Лапісов